# 蕉嶺県
蕉嶺県（しょうれいけん）は中華人民共和国広東省梅州市に位置する県。

## 歴史
1633年（崇禎6年）、明により鎮平県が設置された。1914年に蕉嶺県に改称され現在に至る。

## 行政区画
下部に8鎮を管轄する
- 三圳鎮、文福鎮、広福鎮、新鋪鎮、藍坊鎮、南磜鎮、蕉城鎮、長潭鎮

## 交通

### 道路
- 高速道路
  - 長深高速道路
- 国道
  - G205国道